# Aneuthetochorus bivestitus
Aneuthetochorus bivestitus là một loài bọ cánh cứng trong họ Cerambycidae.